# Cirra
Cirra (en grec, Κίρρα) és un poble de Grècia que pertany a la perifèria de la Grècia Central, a la unitat perifèrica de Fòcida i al municipi de Delfos. És a l'est del port d'Itea. L'any 2011 tenia 1.385 habitants.

Mapa de la zona de Grècia central on se situen algunes de les principals ciutats de l'antiga Fòcida. Cirra era a la costa, al sud.

En l'antiguitat, Cirra tingué molta importància per la seua condició de port de Delfos, seu del famós oracle que duu el seu nom.

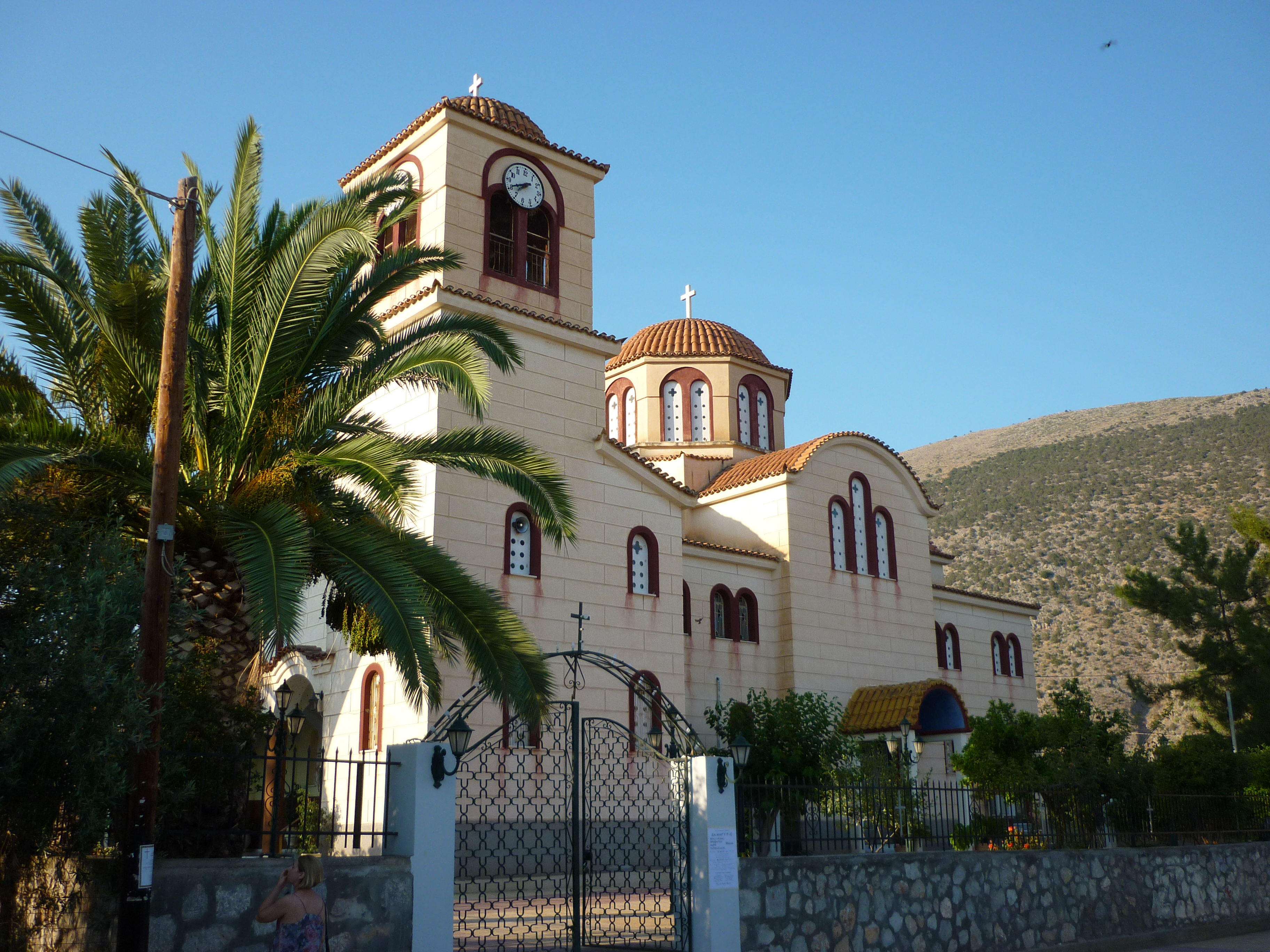
L'església de Panagia a Cirra

## Història
Pausànias, que diu que Crissa era l'antic nom de Cirra, afirma que era el port de Delfos, i a la seua vora desembocava el riu Pleistos (anomenat Xeropòtam en l'actualitat); prop d'ella hi havia un hipòdrom on es feien proves d'equitació dels Jocs Pítics; la seua plana manca d'arbrat i, per motius que no coneixia, no en plantaven. A més, Pausànias destaca que hi havia un temple dedicat a Apol·lo, Àrtemis i Leto, amb imatges seues, i una altra imatge més petita d'Adrastea.
L'any 595 aC, per impietat contra el déu Apol·lo, els anfictions declararen la guerra contra Cirra, amb un exèrcit que actuava sota el comandament de Clístenes, tirà de Sició i amb Soló d'Atenes com a conseller. Després de consultar l'oracle, Soló aconsellà consagrar a Apol·lo el camp de Cirra. Més tard, Cirra fou assetjada i Soló aconsellà desviar al llit del riu Pleistos i després n'enverinà les aigües amb arrels d'el·lèbor. Els sentinelles de Cirra, a causa dels símptomes que els va produir, abandonaren el seu lloc i així els anfictions s'apoderaren de la ciutat.
Estrabó, tanmateix, distingeix les ciutats de Cirra i de Crissa. Situa Cirra al costat de la mar, al peu de la muntanya Cirfis. Hi havia una distància de vuitanta estadis entre Cirra i Delfos, segons Estrabó, o de seixanta segons Pausànias. Era enfront de Sició i contigua a Crissa. Ambdues ciutats estaven destruïdes en temps d'Estrabó, i comenta que la primera va ser destruïda abans, pels crissos, mentre que Crissa fou destruïda per Euríloc el Tessali durant la que anomena Guerra de Crissa, que seria la mateixa que relata Pausànias contra Cirra.